# Värmskogs distrikt
Värmskogs distrikt är ett distrikt i Grums kommun och Värmlands län. Distriktet ligger omkring Värmskog i södra Värmland.

## Tidigare administrativ tillhörighet
Distriktet inrättades 2016 och utgörs av Värmskogs socken i Grums kommun.
Området motsvarar den omfattning Värmskogs församling hade vid årsskiftet 1999/2000.

## Tätorter och småorter
I Värmskogs distrikt finns inga tätorter eller småorter.